# R.E.M.
Ар-И-Ем (енгл. R.E.M.; акроним од Rapid Eye Movement) је био амерички рок састав који су, раних осамдесетих, основали бубњар Бил Бери, гитариста Питер Бак, басиста Мајк Милс и певач Мајкл Стајп.
Losing My Religion је песма која их је прославила и која се убрзо након издавања нашла на врху свих топ-листа.

## Дискографија
Студијски албуми
- (1982) - EP
- (1983)
- (1984)
- (1985)
- (1986)
- (1987)
- (1988)
- (1991)
- (1992)
- (1995)
- (1996)
- (1998)
- (2001)
- (2004)
- (2008)
- (2011)